# (14339) Knorre
(14339) Knorre ist ein Asteroid des Hauptgürtels, der am 10. April 1983 von der russischen Astronomin Ljudmila Iwanowna Tschernych am Krim-Observatorium in Nautschnyj (IAU-Code 095) entdeckt wurde.
Der Asteroid wurde am 30. März 2010 nach dem deutschen Astronomen und Mathematiker Ernst Christoph Friedrich Knorre (1759–1810) und seinen Söhnen Karl Friedrich Knorre (1801–1883) und Viktor Knorre (1840–1919) benannt.